# Horhausen (Westerwald)
Horhausen település Németországban, Rajna-vidék-Pfalz tartományban. Lakosainak száma 2081 fő (2023. december 31.).

## Népesség
A település népességének változása:
| Lakosok száma | 1157 | 1942 | 2005 | 2031 | 2123 | 2081 |
|               | 1975 | 2017 | 2019 | 2021 | 2022 | 2023 |